# Sikhismo in Italia
I sikh sono una minoranza religiosa in crescita in Italia, che ha la seconda più grande popolazione sikh in Europa dopo il Regno Unito e il sesto più grande numero di sikh nel mondo. Si stima che in Italia ci fossero (2022) circa 200.000 sikh.
Le sette confessioni più diffuse in Italia del sikhismo sono: Ravidassia (40%), Khalsa (35%), Nirankari (10%), Namdhari (8%) Satnam (5%) e Nanakpanth (4.6%).

## Storia
La presenza dei sikh in Italia si registra a partire dalla seconda guerra mondiale: arruolati nell'Esercito Anglo-Indiano del Raj britannico, gli indiani Sikh, insieme ai loro connazionali induisti e musulmani, costituivano l'Ottava Armata Britannica, e hanno combattuto al fianco degli Alleati durante la campagna d'Italia (1943-1945).

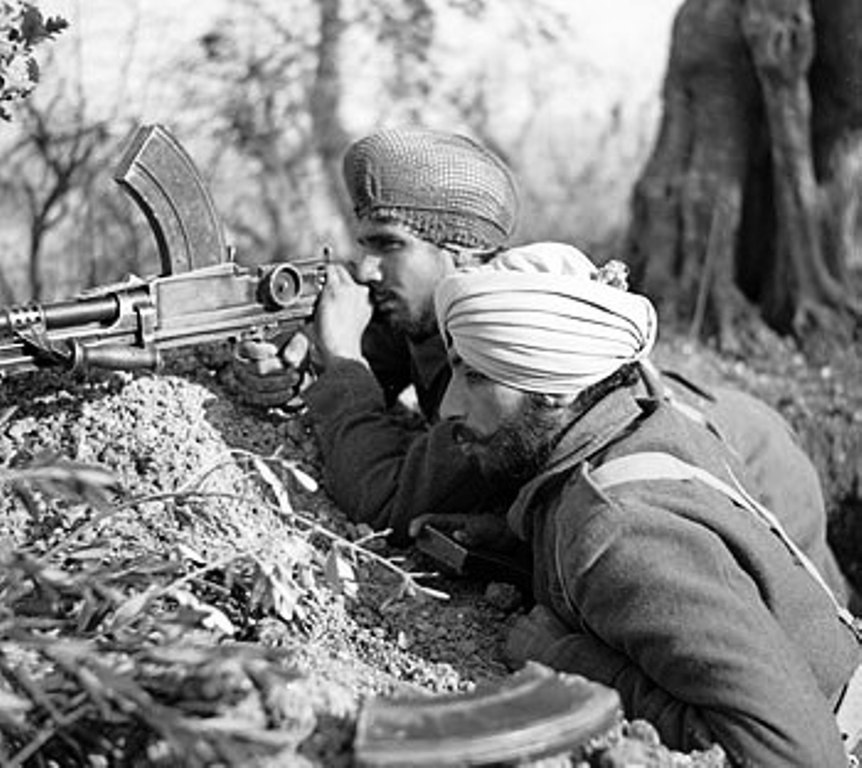
Soldati Sikh dell'Esercito Anglo-Indiano armati di mitragliatrici Bren durante la campagna d'Italia (gennaio 1944)

Le forze anglo-indiane in territorio italiano furono schierate nella battaglia del Sangro e nella battaglia di Cassino, nella liberazione di Roma e Firenze, e nello sfondamento della Linea Gotica. I Reggimenti Sikh e la Brigata Gurkha hanno combattuto insieme contro l'Esercito tedesco e le formazioni italiane della Repubblica sociale a cominciare dal primo assalto alla Linea Gotica (agosto 1944) fino alla battaglia del Senio (aprile 1945).
Quasi 50.000 soldati anglo-indiani, la maggior parte tra i 18 e i 22 anni (alcuni anche di 16), hanno combattuto per liberare l'Italia. Il 50% ha riportato ferite, mentre 5.782 sono caduti in guerra; di questi, un soldato Sikh rientra tra le vittime della strage di Marzabotto. A Forlì si trova il cimitero di guerra indiano, eretto in memoria dei soldati Sikh caduti per la liberazione della città; nei pressi si trova un monumento a loro dedicato, di fronte al cimitero comunale.
A partire soprattutto dagli anni novanta-duemila si sono insediate in Italia diverse comunità di immigrati Sikh, in particolare nell'Agro Pontino, nella pianura padana e, in generale, nelle regioni del Nord. Mentre i primi Sikh in Italia hanno trovato lavoro in ambito circense, una quota significativa della comunità immigrata è impiegata nei settori dell'agricoltura e dell'allevamento per l'industria lattiero-casearia; il 37% dei Sikh d’Italia lavora nell’industria, il 33% nell’agricoltura. Le zone con il maggior numero di abitanti Sikh sono le province di Brescia, Reggio Emilia, Parma, Mantova, Verona, Cremona e Vicenza.
I Sikh in Italia non hanno un'organizzazione unitaria, ma si dividono in comunità o associazioni indipendenti, e non sono riconosciuti dallo Stato italiano attraverso nessuna intesa.
Avtar Singh Rana è stato il primo Sikh ad essere eletto vice-sindaco nell'amministrazione in un comune italiano: è avvenuto a Orbassano, in provincia di Torino, a seguito delle elezioni comunali del 2008.
Nel 2021 è stata costituita l' Unione Sikh Italia, organismo federativo che raccoglie la maggioranza dei centri Sikh in Italia ( 53 su tutto il territorio nazionale.), con l’obiettivo di dare una rappresentanza formale e giuridica alla comunità Sikh e di promuovere il rapporto con le istituzioni nazionali, le amministrazioni locali, le associazioni culturali e le altre comunità religiose.

## Edifici di culto
In Italia sono presenti oltre 60 gurdwara (stima del 2023), edifici di culto del Sikhismo. I più importanti si trovano a Novellara, Castelgomberto, Maccarese, Cortenuova, Bolzano e Flero. Il più antico Gurdwara è quello di Novellara (Reggio Emilia).
Nell'estate del 2011 è stato inaugurato il più grande tempio Sikh dell'Europa continentale, e uno dei più grandi d'Europa, a Pessina Cremonese.

### Gurdwara in Italia
Calabria

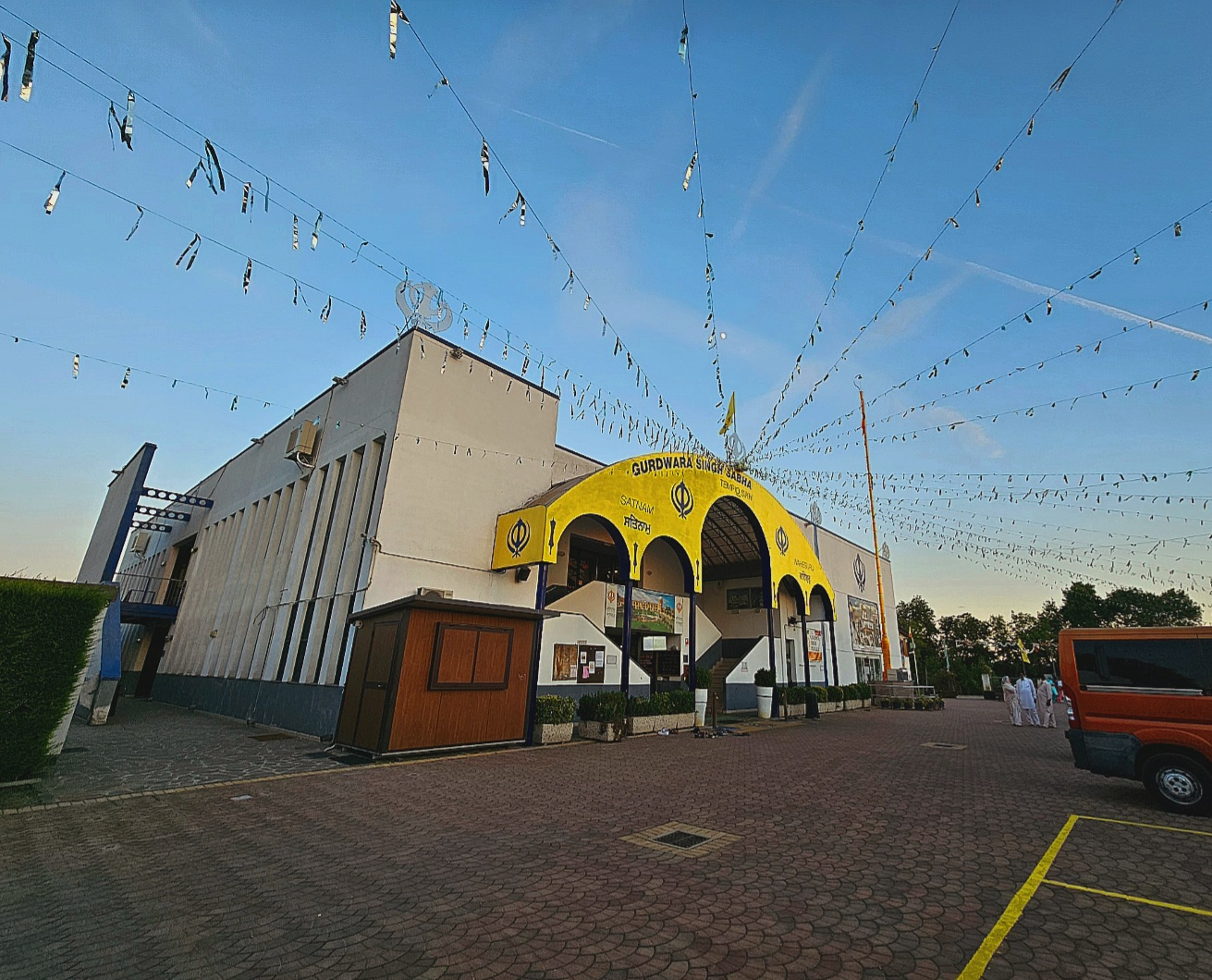
Gurdwara Singh Sabha a Novellara (RE)

- Gurdwara Sri Sadh Sangat Sahib, Locri (RC)
- Gurdwara Sri Sadh Sangat Sahib, Reggio Calabria

Friuli-Venezia Giulia
- Gurdwara Shri Singh Sabha, Pasiano di Pordenone (PN)

Emilia-Romagna
- Gurdwara Ravidas
- Gurdwara Radha Soami
- Gurdwara Singh Sabha, Novellara (RE)
- Gurdwara Guru Nanak Darbar, Castelfranco Emilia (MO)
- Gurudwara Sahib , Correggio (RE)
- Gurdwara Shri Guru Nanak Parkash, Fiorenzuola d'Arda (PC)
- Gurudwara Dashmesh Darbar, Casalecchio di Reno (BO)
- Gurdwara singh sabha, Parma

Lazio
- Gurudwara Shri Guru Nanak Darvar, Roma
- Gurdwara Singh Sabha, Roma
- Gurdwara Sri Sadh Sangat Sahib, Terracina (LT)
- Gurdwara Singh Sabha, Fondi (LT)
- Gurudwara Singh Saba, Sabaudia (LT)
- Gurudwara Sing Sabha, Cisterna di Latina (LT)

Lombardia
- Gurudwara Singh Sabha, Cortenuova (BG)[17]
- Gurudwara Sahib Baba Makhan Shah Lobana, Borgo San Giacomo (BS)
- Gurudwara Kalghidar Sahib, San Giovanni In Croce (CR)
- Gurudwara Shri Guru Kalgidhar Singh Sabha, Vescovato (CR)
- Gurudwara Shri Guru Nanak Niwas, Luzzana (BG)
- Gurduwara Shri Guru Hargobind Sahib Ji, Leno (BS)
- Gurdwara Mata Sahib Kaur ki, Covo (BG)
- Gurdwara Singh Sabha, Rodigo (MN)

Marche
- Gurudwara singh sabha, Fabriano (AN)

Piemonte
- Gurdwara Baba Lakhi Shah Vanjara, Pontecurone[18]
- Gurudwara Singh Sabha, Novara
- Gurdwara Mata Sahib Kaur Ji, Nibbia, San Pietro Mosezzo, (NO)
- Gurdwara Singh Sabha Marene, Marene (CN)
- Gurudwara Mata Sahib Kaur Ji, Trecate (NO)

Puglia
- Gurudwara Singh Sabha, Bari
- Gurudwara Singh Sabha, Lecce

Sicilia
- Gurdawara Sikh Sangat, Comiso (RG)

Toscana
- Gurdwara Sangat Sabha Terranuova Bracciolini (AR)

Trentino-Alto Adige
- Gurdwara Singh Sabha Galvani, Bolzano

Umbria
- Gurdwara Singh Sabh, Terni

Veneto
- Gurudwara Singh Sabha, Castelgomberto (VI)
- Baba Zorawar Singh Ji Baba Fateh Singh Ji Sewa Society, Lonigo (VI)
- Gurdwara Guru Nanak Mission Sewa Society, San Bonifacio (VR)
- Gurdwara Sri Sadh Sangat Sahib, Ormelle (TV)